# Злінь
Злінь — річка в Україні, в Народицькому і Малинському районах Житомирської області. Права притока Чортовця (басейн Прип'яті).

## Опис
Довжина річки приблизно 4,7 км.

## Розташування
Бере початок на південному заході від Гуто-Мар'ятина. Тече переважно на північний захід через Мар'ятин і впадає у річку Чортовець, праву притоку Звіздаля.